# Zosterops chrysolaemus
Zosterops chrysolaemus är en fågelart i familjen glasögonfåglar inom ordningen tättingar. Den kategoriseras vanligen som del av svavelstrupig glasögonfågel (Z. minor) 

## Utbredning och systematik
Fågeln förekommer på och kring Nya Guinea och delas in i tre underarter med följande utbredning:
- Z. c. chrysolaemus – bergstrakter på Vogelkophalvön (Tamraubergen, Arfakbergen, Fakfakbergen), södra avrinningsområdet på Nya Guinea samt Herzogbergen österut till Hydrographer Range.
- Z. c. gregarius – nordöstra Nya Guinea (Huonhalvön)
- Z. c. delicatulus – sydsluttningar i bergstrakter på sydöstra Nya Guinea samt i D’Entrecasteaux-öarna (öarna Goodenough och Fergusson)

### Artstatus
Fågeln behandlas traditionellt som en del av Zosterops minor. Den urskiljs dock sedan 2016 som egen art av Birdlife International och IUCN.

## Status och hot
Arten har ett stort utbredningsområde, men tros minska i antal, dock inte tillräckligt kraftigt för att den ska betraktas som hotad. Internationella naturvårdsunionen IUCN listar arten som livskraftig (LC).